# 양구경찰서
양구경찰서(楊口警察署, 영어: Yanggu Police Station)는 강원특별자치도경찰청이 관할하는 경찰서 중 하나이다. 강원특별자치도 양구군 일대를 관할한다. 강원특별자치도 양구군 양구읍 양남로 1에 위치하고 있다.
서장은 총경으로 보한다.

## 기본 정보
- 주소: 강원특별자치도 양구군 양구읍 양남로 1
- 우편번호: 24523

## 관할 파출소 및 지구대
| 명칭             | 사진 | 주소                       | 관할구역     | 치안센터 |
| ---------------- | ---- | -------------------------- | ------------ | -------- |
| 상리파출소       |      | 양구읍 택지길 74-45        | 양구읍       |          |
| 국토정중앙파출소 |      | 국토정중앙면 삼팔선로 10-3 | 국토정중앙면 |          |
| 동면파출소       |      | 동면 금강산로 1685         | 동면         |          |
| 방산파출소       |      | 방산면 평화로 5192         | 방산면       |          |
| 해안파출소       |      | 해안면 펀치볼로 1313       | 해안면       |          |

## 같이 보기
- 강원특별자치도경찰청